# 和田尚久
和田 尚久（わだ なおひさ、1953年〈昭和28年〉- ）は、日本の経済学者。東洋大学教授。専門分野は地域経営・財政学・公益事業論。静岡県出身。

## 略歴
- 1981年（昭和56年） - 駒澤大学大学院経済学研究科博士課程満期退学。
- 1981年（昭和56年） - 社団法人日本経済調査協議会調査部主任研究員に就任。
- 1993年（平成5年） - 福井県立大学経済学部経営学科助教授に就任。
- 2000年（平成12年） - 作新学院大学総合政策学部教授に就任。
- 2010年（平成22年）4月 - 東洋大学国際地域学部国際観光学科教授に就任。

## 著作
- 『地域環境税』（日本評論社 2002年）
- 『地域環境税と自治体』（イマジン出版 2002年）
- 『公共経済と租税』（学文社 2010年）